# باول فيليبس (ملحن)
باول فيليبس (بالإنجليزية: Paul Phillips)‏ هو موزع وملحن أمريكي، ولد في 28 أبريل 1956.

## وصلات خارجية
- باول فيليبس على موقع ميوزك برينز (الإنجليزية)